# سیارک ۳۸۰۱
سیارک ۳۸۰۱ (به انگلیسی: 3801 Thrasymedes، نامگذاری:1985VS) سه هزار و هشتصد و یکمین سیارک کشف شده‌است که در ۶ نوامبر ۱۹۸۵ کشف شد.
قدر مطلق سیارک برابر ۱۱٫۳۰ است.